# Žarko Susić
Žarko Susić (Gospić, 10. srpnja 1915. – Zagreb,  26. travnja 2010.), hrvatski športski novinar i atletski trener.

## Životopis

### Novinarski rad
U novinarstvu od 1934. do 2010. Umro je u svom stanu kao najstariji aktivni športski novinar u svijetu.
Pisao je za Jutarnji list 1934. – 1936., te za Ilustrovane sportske novosti (1936. – 1941.), u kojima je od 1939. bio i urednik. U tjedniku Šport bio je redaktor 1941. – 1943. Od kolovoza 1945. bio je suradnik športske rubrike Narodnog lista.
Zajedno s Miroslavom Habunekom pokrenuo je 1945. Ilustrirane fiskulturne novine (sada Sportske novosti).
U Vjesniku se zaposlio 1951., te je u tom listu bio urednik rubrike Sport 1951. – 1975., a zatim do mirovine 1980. športski komentator. U Vjesniku je nastavio suradnju honorarno iz mirovine do 2010.  
Izvješćivao je s mnogih europskih i svjetskih prvenstava, te s čak 16 olimpijskih igara (sedam zimskih i devet ljetnih), od Cortine d'Ampezzo 1956. do Atene 2004.   
Bio je predsjednik Sekcije sportskih novinara Hrvatske 1971. – 1974., te dopredsjednik Hrvatskog zbora sportskih novinara. 
Bio je mentor i uzor generacijama športskih novinara u Vjesniku. Predavao je novinarstvo i u srednjoj školi.

### Športski rad
Bio je stručni tajnik FD Akademičara (kasnije Mladosti) 1946. – 1951., u kojemu je tada i kasnije bio atletski trener. Atletičari koje je trenirao osvojili su 40 naslova državnih prvaka odnosno prvakinja. S AK Mladost je kao trener sedam puta bio prvak države i jednom peti u Europi. Odgojio je i više vrsnih atletskih trenera.
Bio je član Gimnastičke komisije AIPS-a i urednik nekoliko knjiga o športu.

## Nagrade i priznanja

### Nagrade
- Trofej Saveza za fizičku kulturu Hrvatske (1960.)
- Majska nagrada Republičkog sekretarijata za prosvjetu, kulturu i fizičku kulturu (1962.)
- Nagrada SFKH "Milan Milanović" za životno djelo (1975.)
- Nagrada za životno djelo Saveza novinara Jugoslavije (1979.)
- Zlatna plaketa Vjesnika (1984.)
- Nagrada "Otokar Keršovani" za životno djelo u novinarstvu (2003.)
- Posebno priznanje Međunarodnog olimpijskog odbora za doprinos športskom novinarstvu u svijetu koju mu je dodijelio tadašnji predsjednik MOO Juan Antonio Samaranch (2004.)
- Državna nagrada za šport "Franjo Bučar" za životno djelo (2007.)

### Odlikovanja
- Jugoslavija: Medalja rada (1961.)
- Jugoslavija: Orden rada s vijencem (1977.)